# (566) Stereoskopia
(566) Stereoskopia est un astéroïde de la ceinture principale découvert par Paul Götz le 28 mai 1905.
Il a été ainsi baptisé en référence à la stéréoscopie, méthode d'analyse photographique ayant permis de découvrir les astéroïdes jusqu'à l'avènement de techniques plus évoluées.